# Oldenburgi György cumberlandi herceg
Oldenburgi György (Koppenhága, 1653. április 2. – London, 1708. október 28.),  George of Denmark (Oldenburg), dánul: Jørgen af Danmark, norvégul: Jørgen av Danmark og Norge, hertug av Cumberland, skót gaelül: Deòrsa na Danmhairg, írül: An Prionsa Seoirse, Diúc Cumberland, izlandiul: Georg Danaprins, dán és norvég királyi herceg, III. Frigyes dán király fia, Anna brit királynő férje.

## Ifjúsága

György címere

Dániai György 1653. április 2-án született a dán fővárosban, Koppenhágában, III. Frigyes és Braunschweig–Lüneburgi Zsófia hatodik gyermekeként és harmadik fiaként, az Oldenburg-ház sarjaként.
1674-ben a lengyel trón lehetséges pályázójaként tűnt fel, mivel XIV. Lajos francia uralkodó támogatta. Habár a herceg gyermekévei alatt a lutheránus hitet vallotta, hajlandó lett volna áttérni a római katolikusra, mivel Lengyelországban az volt érvényben.

## Házassága

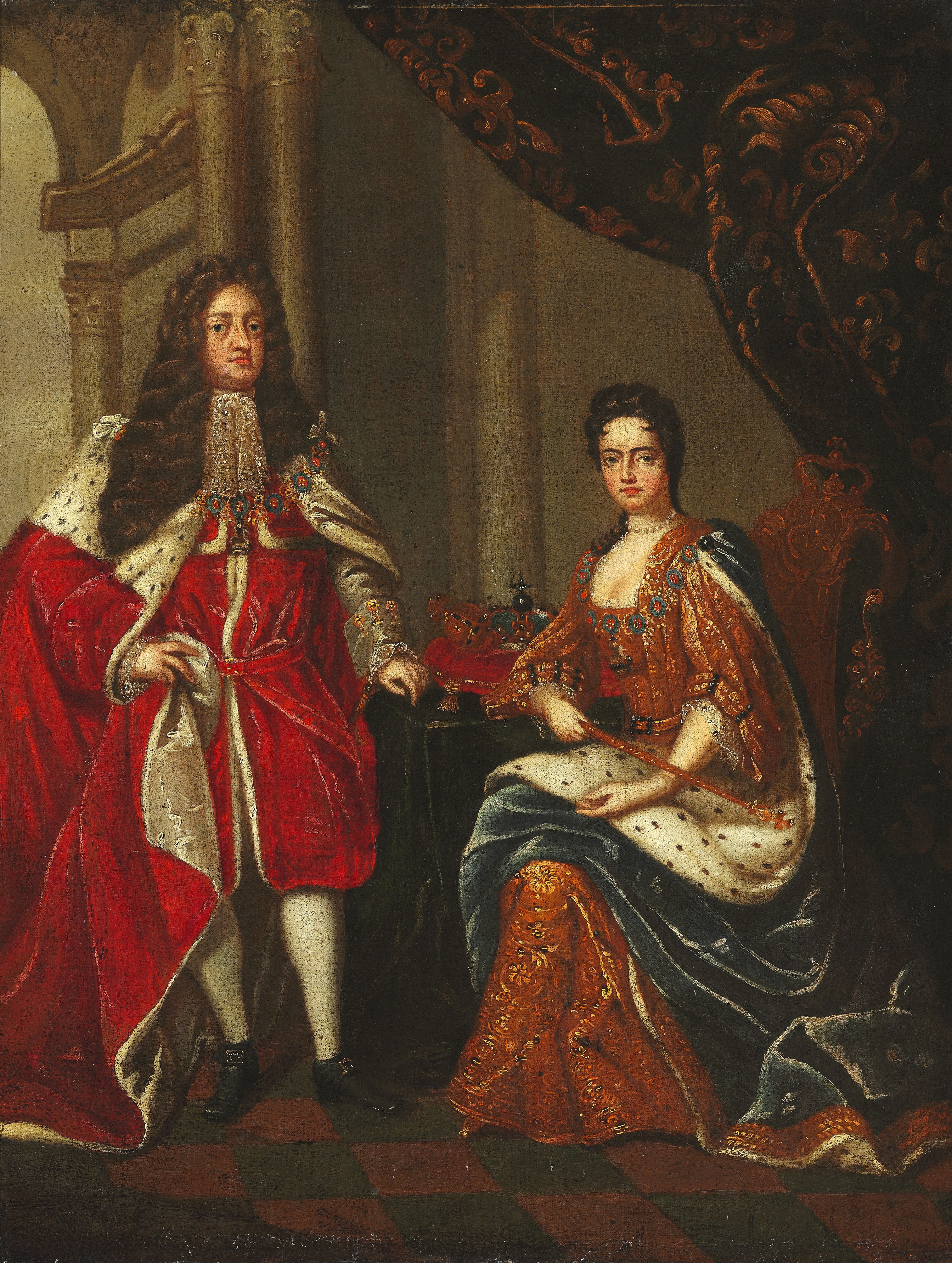
Férj és feleség

Nagyjából ebben az időben felmerült annak a lehetősége is, hogy György az angol király, II. (Stuart) Károly egyik unokahúgát, a nála 12 évvel fiatalabb Annát, Jakab herceg és Lady Hyde Anna yorki hercegné kisebbik lányát vegye feleségül, akiből egy nap még királynő lehet. II. Károly ugyanis öccsét, Jakabot nevezte meg utódjának, mivel nem voltak törvényes gyermekei, így Jakab lányai, Mária és Anna néhány év múlva trónörökösökké váltak, ugyanis nem volt fiútestvérük.
György és Anna 1683. július 28-án házasodott össze a londoni Szent Jakab-palotában. (Ő volt az a bizonyos dán herceg, akire a menyegzőre a Jeremiah Clarke által írt, A dán herceg indulója című, esküvőkön ma is nagyon népszerű darab utal.) Az esküvő után György megkapta apósa bátyjától, II. Károlytól a Térdszalagrend lovagja címet, továbbá ő lett Cumberland hercege, valamint Kendal grófja és Wokingham bárója. A frigy termékenynek, de a gyermekáldást tekintve szomorú sorsúnak bizonyult, ugyanis házasságuk alatt a hercegnő tizennyolc alkalommal volt terhes, ám ezek sokszor vetéléssel vagy halva születéssel végződtek.
1689-ben született az egyetlen csecsemőkort túlélt gyermekük, Gloucesteri Vilmos. Ő 11 évesen betegségben meghalt. Mária nevű leányuk csupán két évet élt, Anna Zsófia pedig csak egy évet, így 1700-ra már nem maradt a párnak egyetlen élő örököse sem. Gyermekeik gyenge egészségi állapotát sokan annak tulajdonították, hogy György szifiliszben szenvedett, míg mások úgy vélték, hogy Anna azért nem tudott életképes gyermekeknek életet adni, mivel egyik szülése közben vérmérgezést kapott. Érdekes párhuzam, hogy Anna nővére, Mária ugyancsak képtelen volt egészséges utódot világra hozni. Ő is többször elvetélt.
1688-ban II. Jakab király elűzése után a koronát idősebb leánya, Mária örökölte, aki 1694-ben egy betegség következtében elhunyt. Mivel gyermeke nem volt, így társuralkodó férje, Orániai Vilmos vette át tőle a koronát, aki azonban 1702-ben gyermektelenül meghalt. Ekkor lépett trónra Anna. A királynő hat év múlva megözvegyült, amikor hitvese, a társuralkodó Dániai György 55 éves korában meghalt a londoni Kensington-palotában. A herceget a Westminster apátságban temették el. Az özvegy uralkodónő többé nem ment férjhez, 1714. augusztus 1-jén, 49 évesen hunyt el.